# Геленув (гміна Желязкув)
Геленув (пол. Helenów) — село в Польщі, у гміні Желязкув Каліського повіту Великопольського воєводства.
Населення — 61 особа (2011).
У 1975-1998 роках село належало до Каліського воєводства.

## Демографія
Демографічна структура станом на 31 березня 2011 року:
|          | Загалом | Допрацездатний вік | Працездатний вік | Постпрацездатний вік |
| -------- | ------- | ------------------ | ---------------- | -------------------- |
| Чоловіки | 26      | 4                  | 17               | 5                    |
| Жінки    | 35      | 9                  | 17               | 9                    |
| Разом    | 61      | 13                 | 34               | 14                   |